# Rakvere
Rakvere es una ciudad situada en el condado de Lääne-Viru, en Estonia. Es el centro administrativo, económico y cultural del condado. Tiene una población estimada, a inicios de 2024, de 15 695 habitantes.

## Toponimia
En otros idiomas, Rakvere es conocido con otros nombres por motivos históricos (en alemán: Wesenberg).

## Geografía
Rakvere se encuentra 20 km al sur del golfo de Finlandia, 100 km al sureste de Tallin y 114 km al oeste de Narva. 

## Historia
Los vestigios más antiguos de la ciudad datan de los siglos III a V. Al parecer, en Vallimäe, en el lugar del actual castillo de piedra, se construyó un fuerte de madera para proteger el asentamiento. La datación más antigua conocida de esta fortaleza, con doble valla de madera, se remonta a los siglos V-VI.
Tras la conquista del norte de Estonia por parte del reino de Dinamarca, comenzó a construirse un castillo en piedra en 1220. Un asentamiento llamado Tarvanpea se menciona por primera vez en 1226 en la Crónica de Enrique de Livonia. La fortaleza danesa se registra por primera vez como Wesenbergh (en bajo alemán medio) en 1252. La batalla de Wesenberg, con los caballeros daneses y teutónicos y la milicia local por un lado, y las fuerzas de las repúblicas de Nóvgorod y Pskov por el otro, tuvo lugar cerca de Rakvere el 18 de febrero de 1268. El rey Erico VI de Dinamarca otorgó a Rakvere los derechos de Lübeck el 12 de junio de 1302. Tras la venta de la Estonia danesa a la Orden Livona en 1346, se construyó un gran castillo de piedra sobre la fortaleza en Vallimägi. El castillo de la orden estaba protegido por torres y patios.

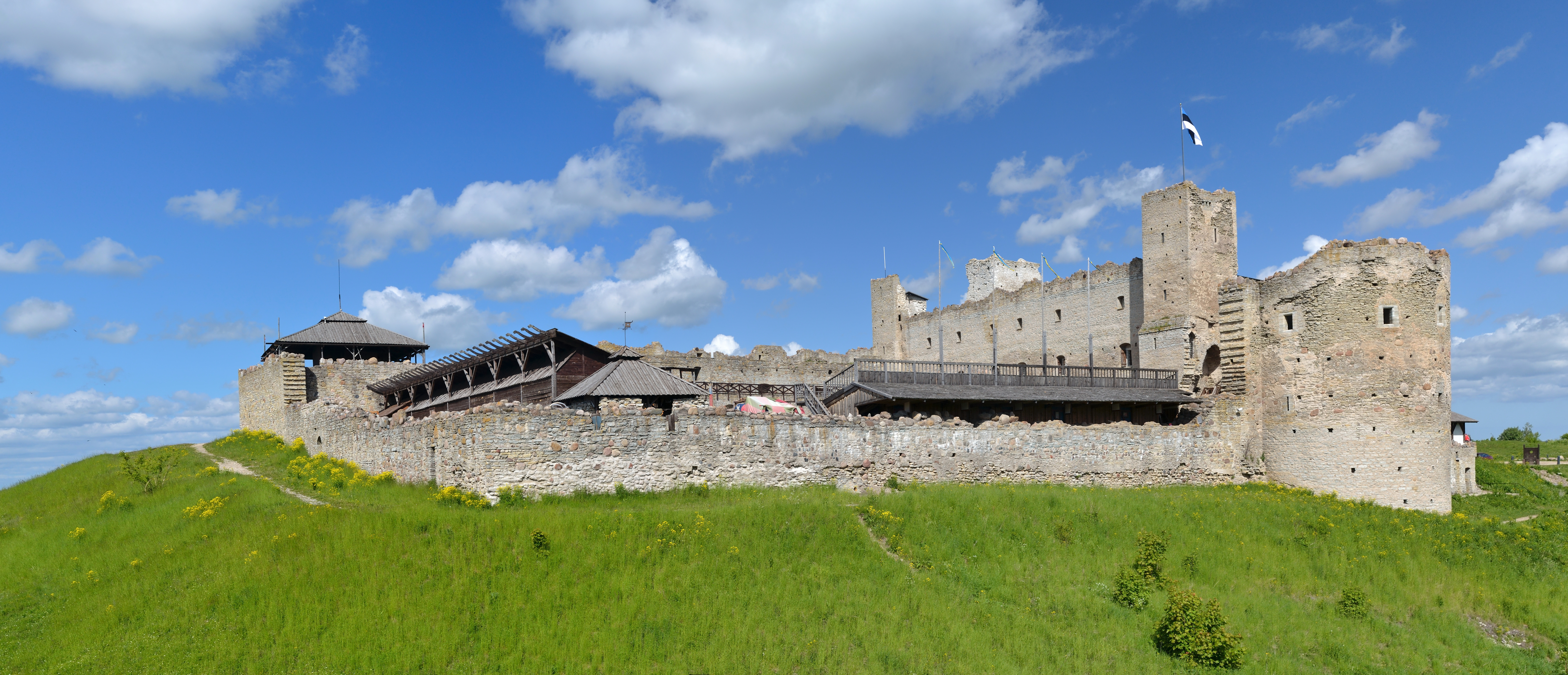
Castillo de Rakvere

La construcción de un monasterio franciscano comenzó en 1508. Sin embargo, en 1558, durante el primer año de la guerra de Livonia, las tropas moscovitas capturaron Rakvere y, en 1574, Suecia causó graves daños a la ciudad tras el desastroso asedio de Wesenberg.  En 1581, Suecia capturó Rakvere y la cedió a la Mancomunidad de Polonia-Lituania en 1602; las tropas polacas destruyeron el castillo en 1605. Tras la vuelta de Rakvere a control sueco ese mismo año, se construyó una mansión sobre las ruinas del monasterio. En 1703, durante la Gran guerra del Norte, Rakvere fue incendiada. Con la capitulación de Estonia y Livonia en 1710 y el posterior tratado de Nystad en 1721, la ciudad pasó a formar parte del Imperio ruso (primero en la gobernación de Reval, reconvertida en gobernación de Estonia en 1796). Perteneció a Rusia hasta 1918, cuando, tras la Primera Guerra Mundial, Estonia se convirtió en una nación independiente. 
Durante el período de independencia de 1918 a 1940, Estonia completó su primer ferrocarril, y Rakvere (con su nombre oficial cambiado de Wesenberg) se convirtió en el corazón de la crucial ruta comercial Tallin-Rakvere-Narva-San Petersburgo. Las líneas telefónicas se instalaron en 1898, y casi toda la ciudad contaba con luz eléctrica en 1918. Durante este período, también se construyeron muchos edificios importantes en Rakvere, incluyendo el edificio del mercado, el antiguo edificio del banco y la Escuela Secundaria de Rakvere. Surgieron periódicos locales, incluyendo el periódico del condado Virumaa Teataja en 1925. La idea de un teatro profesional en Rakvere también comenzó a tomar forma. En 1930, durante el gobierno del alcalde Heinrich Aviksoo, se inauguró el estadio municipal. Posteriormente, Anton Soans desarrolló un nuevo plan maestro del cual surgieron una escuela privada en alemán y una escuela secundaria pública en estonio.
El 17 de junio de 1940, el Ejército Rojo ocupó Estonia, tomada por la Alemania nazi durante la Segunda Guerra Mundial el 7 de agosto de 1941. La Unión Soviética recuperó el control de la ciudad el 20 de septiembre de 1944 durante la ofensiva de Tallin en el frente de Leningrado.
Desde 1950 fue el centro de la región de Rakvere hasta el 20 de agosto de 1991, el país declaró de nuevo su independencia.
Durante la Gran Guerra Patria, el 7 de agosto de 1941, fue ocupada por tropas alemanas. Liberado el 20 de septiembre de 1944 por tropas del Frente de Leningrado durante la Operación Tallin:
El 15 de julio de 2000, un tornado de alta potencia F2/T5 azotó Rakvere, causando la muerte de una persona y heridas a otra. El tornado dañó 110 viviendas y destruyó 120 garajes, con testigos afirmado que se vio un coche en el aire.

## Demografía
La evolución de la población de Rakvere entre 1922 y 2021 fue la siguiente:
| 7659                                           | 10 027 | 8466 | 14 296 | 17 891 | 19 011 | 19 822 | 17 097 | 15 264 | 15 141 |
| (Fuente: Distribución de población de Estonia) |        |      |        |        |        |        |        |        |        |

Según el censo de 2021, los estonios representan el 88,4% de la población local.

## Infraestructura

### Arquitectura, monumentos y lugares de interés
Dentro del paisaje urbano de Rakvere, las calles Pikk y la plaza central de Rakvere son los lugares más destacados.

#### Castillo de Rakvere(Rakvere Linnus)
A lo largo de la historia, el castillo de Rakvere ha pertenecido a reyes daneses, monjes caballeros de la Orden de Livonia y a los estados sueco y polaco. Durante la guerra polaco-sueca de 1600-1629, el castillo fue parcialmente destruido por las tropas polacas en 1605 y, posteriormente, por el ejército sueco. Desde entonces, el castillo ha permanecido en ruinas.
En la actualidad, las exposiciones permanentes, los programas y las actividades de temporada del castillo explican la vida cotidiana en el siglo XVI.

#### Esculptura Tarvas

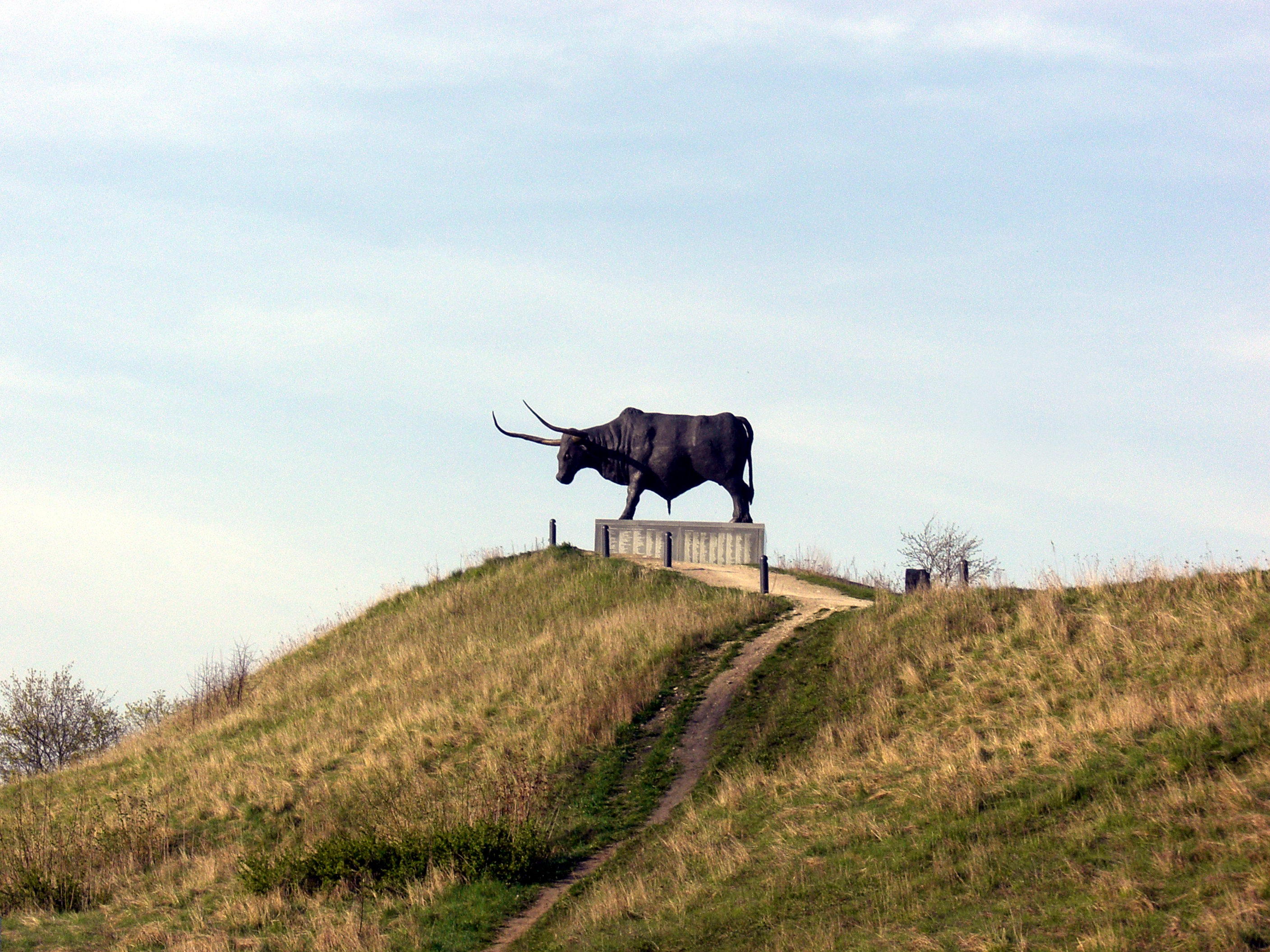
Escultura Tarvas

La estatua del uro "Tarvas" de Rakvere, obra del escultor estonio Tauno Kangro, se considera la estatua animal más grande de la región del Báltico. Erigida en 2002 con motivo del 700.º aniversario de Rakvere, Tarvas, situada a las afueras de Vallimägi, rinde homenaje al nombre histórico de la ciudad, Tarvanpää, y simboliza su lema, Väge täis (Lleno de fuerza). Junto con su pedestal de granito, la escultura de bronce mide siete metros de largo y cuatro de alto, y pesa unas siete toneladas.

#### Iglesia de la Trinidad(Rakvere Kolmainu Kirik)
La iglesia luterana de la Trinidad, originalmente llamada Iglesia de San Miguel y dedicada a San Miguel Arcángel, data del siglo XVI. Fue diseñada también como una fortaleza en tiempos difíciles. Se han conservado la torre, la escalera de mampostería, los bordes afilados de las ventanas y algunos pilares. La iglesia sufrió graves daños durante la Guerra de Livonia y durante los conflictos polaco-suecos del siglo XVII. Fue reconstruida entre 1684 y 1693, convirtiéndose en una cámara de tres naves, de donde proviene el nombre de Iglesia de la Trinidad. En 1703 y 1708, durante la Gran Guerra del Norte, la iglesia sufrió nuevos daños. Fue reconstruida entre 1727 y 1730. En 1752 se terminó una torre de estilo renacentista, que fue sustituida por una neogótica en 1852. El interior de la iglesia exhibe un artesanía destacada, incluyendo un púlpito barroco 1690 realizado por Christian Ackermann y el muro del altar de 1730 por Johann Valentin Rabe. Una estatua de un huevo y un gallo que estaba en la cima de la torre se encuentra ahora en el museo de Rakvere.

### Transporte
La autopista T5 a Pärnu comienza cerca de Rakvere, y la autopista T1 Tallin-Narva, parte de la ruta europea E20, se encuentra justo al norte de la ciudad. El ferrocarril Tallin-Narva pasa por la ciudad y los trenes de pasajeros entre paran en Rakvere varias veces al día. Hay autobuses diarios que conectan Rakvere con Tallin y Narva, así como con muchas localidades pequeñas de Lääne-Virumaa, como Tapa y Kunda.

## Cultura

### Arte

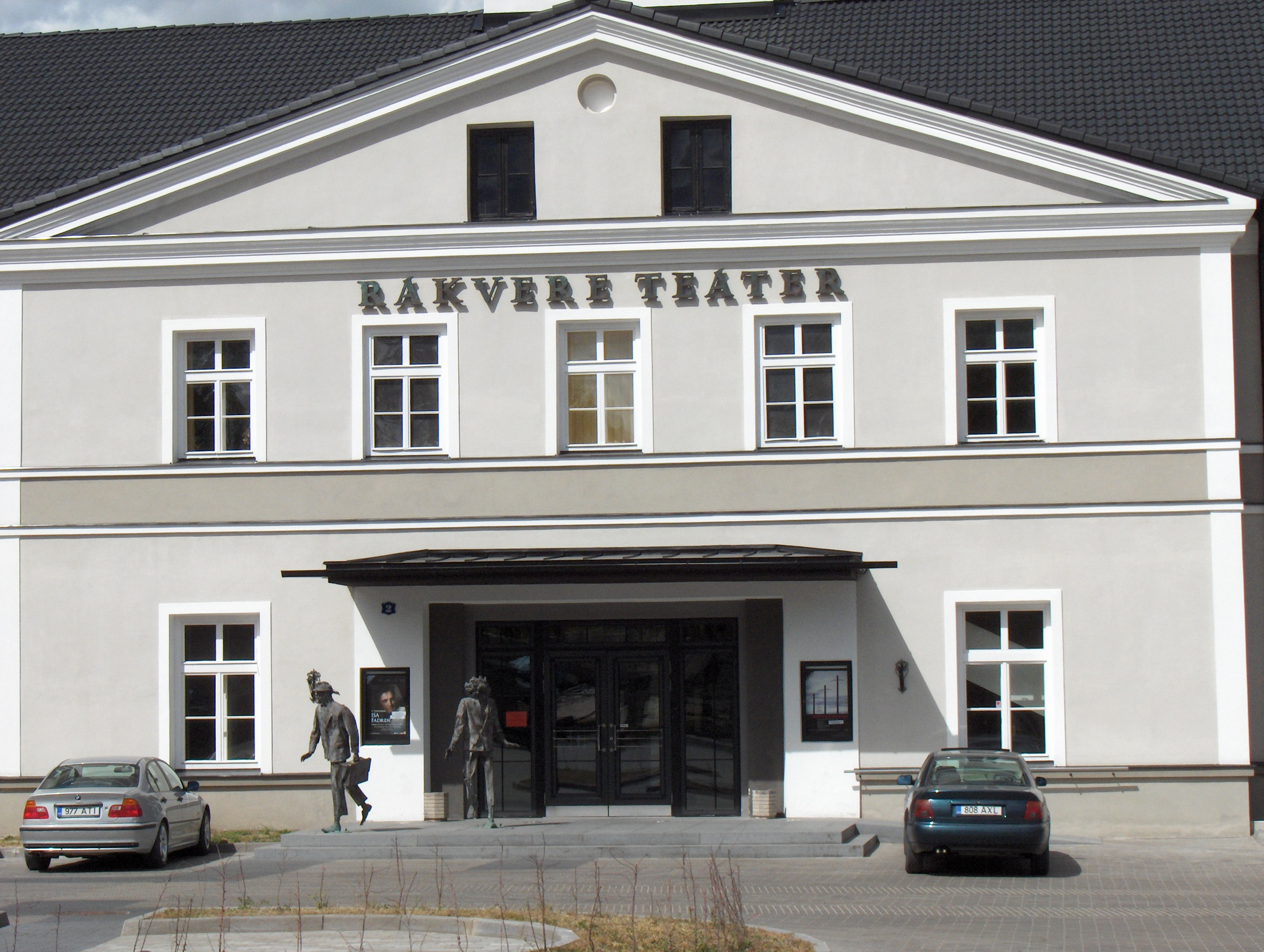
Teatro de Rakvere

Se dice que Rakvere es la ciudad más pequeña de Europa con su propio teatro profesional. Los orígenes del teatro de Rakvere se remontan a 1882. Su construcción finalizó a finales de la década de 1930 y su inauguración oficial tuvo lugar el 24 de febrero de 1940. El teatro sobrevivió a la Segunda Guerra Mundial y, en la actualidad, presenta 10 nuevas producciones cada temporada. Desde 1990, el teatro organiza el evento bianual Baltoscandal, que acoge obras y grupos de vanguardia de todo el mundo.

### Deporte
En la ciudad hay varios equipos importantes a nivel nacional. En baloncesto, el BC Tarvas masculino es considerado uno de los mejores equipos del país. En fútbol, el Rakvere JK Tarvas juega en la tercera división de Estonia, la Esiliiga B.

## Ciudades hermanadas
- Lütjenburg, Alemania
- Lappeenranta, Lapua y Nurmo, Finlandia
- Senaki, Georgia
- Szolnok, Hungría
- Cēsis, Letonia
- Panevėžys, Lituania
- Sigtuna, Suecia
- Víshgorod, Ucrania

## Galería

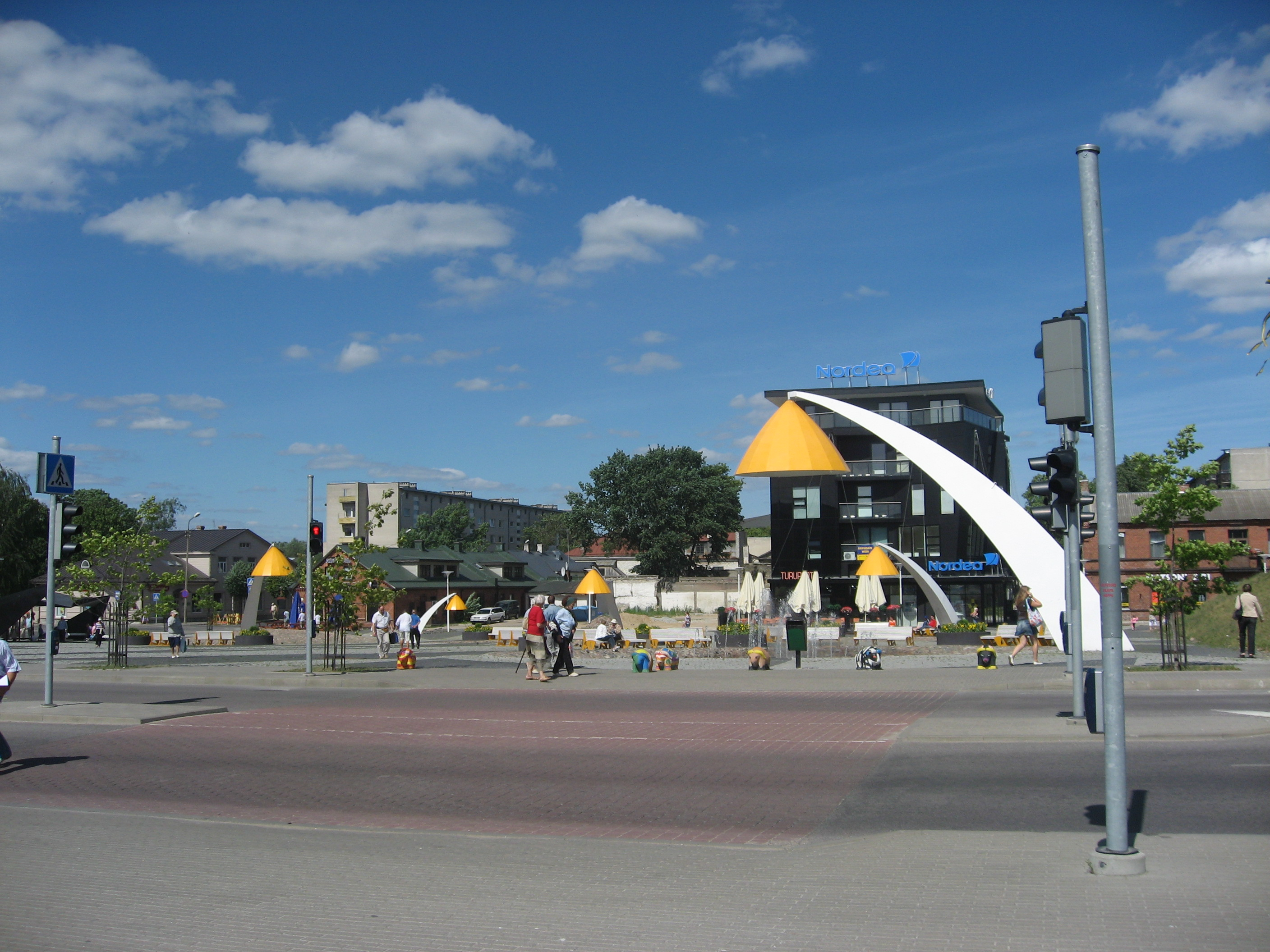
Centro de la ciudad
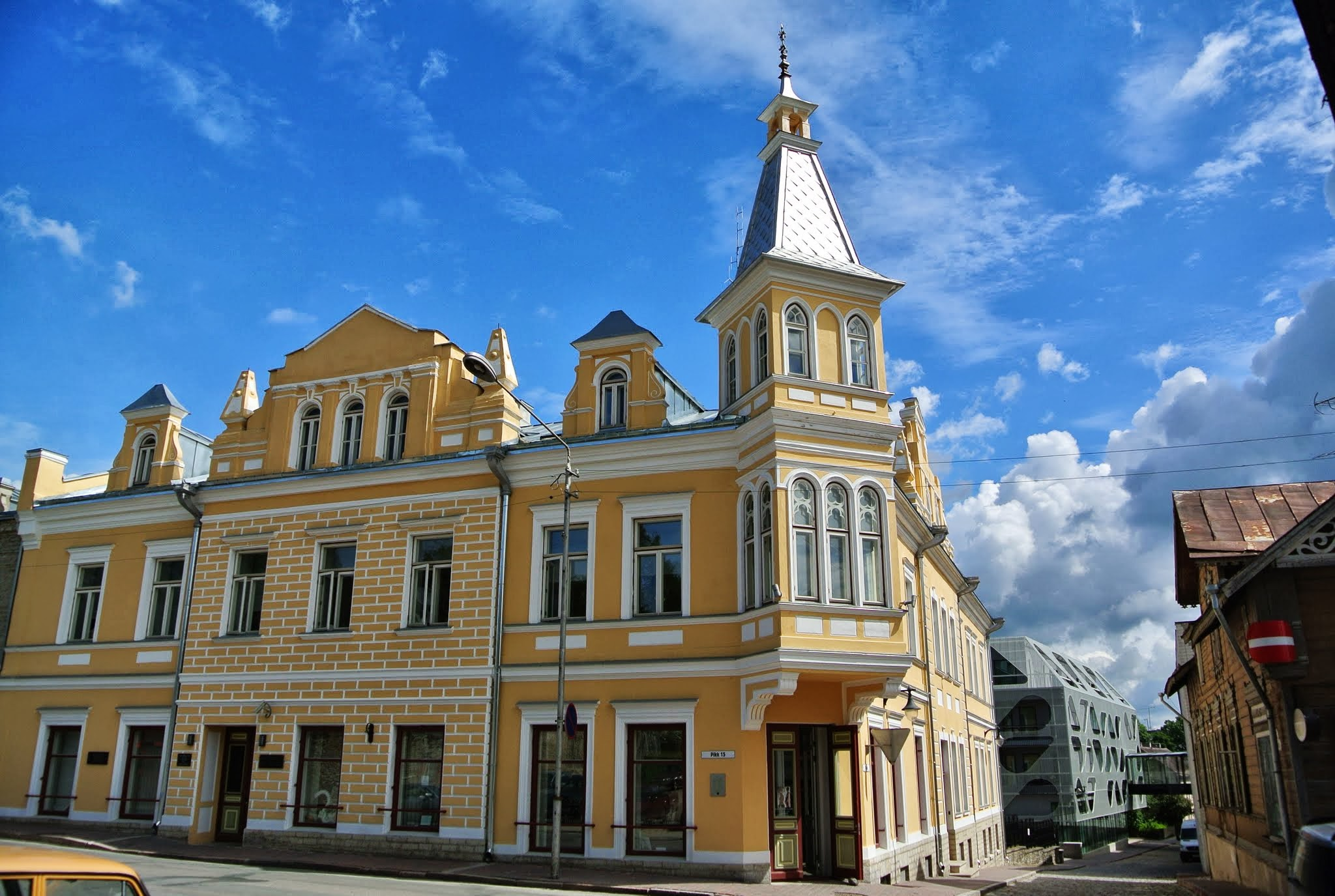
Edificios de la calle Pikk
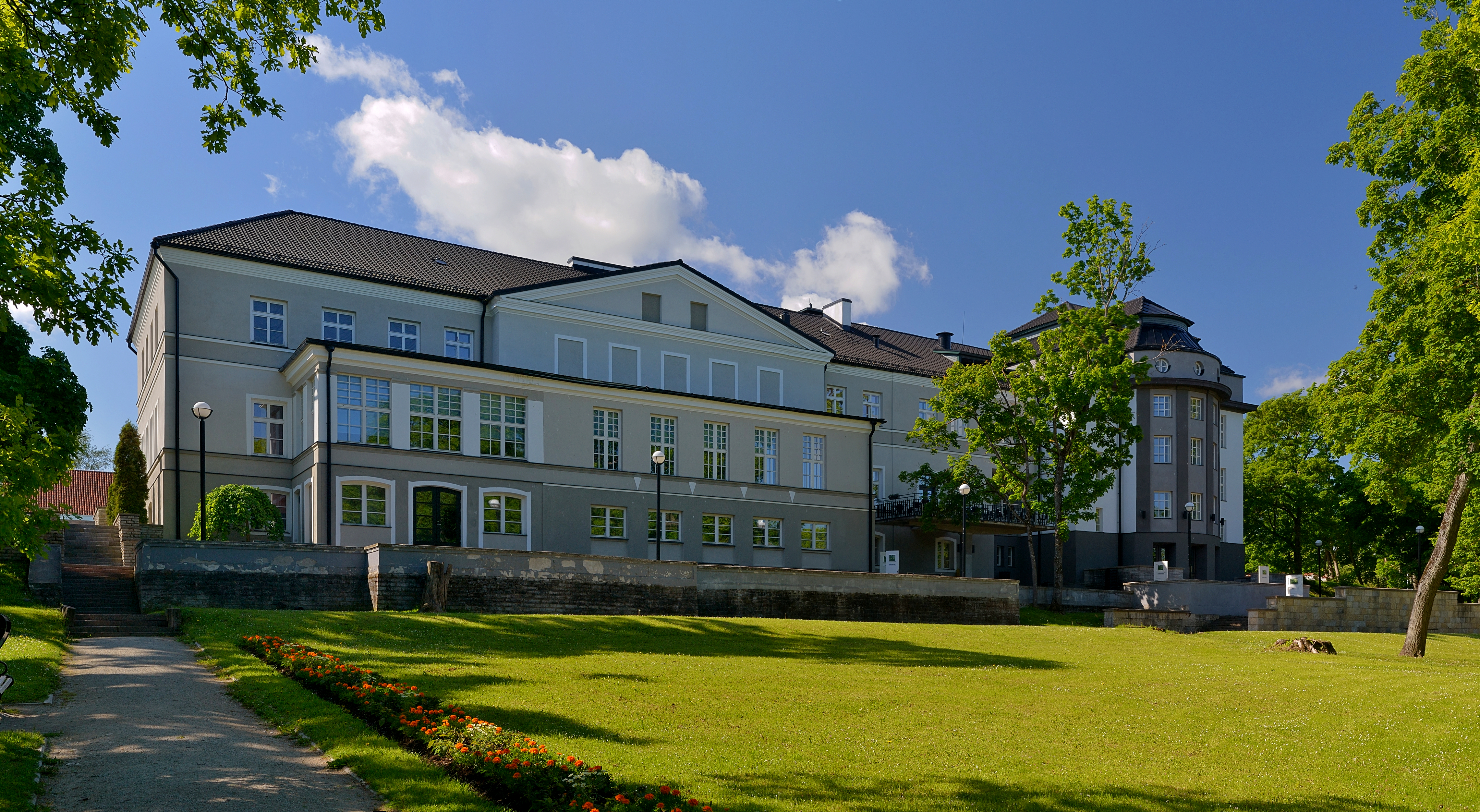
Mansión de Rakvere
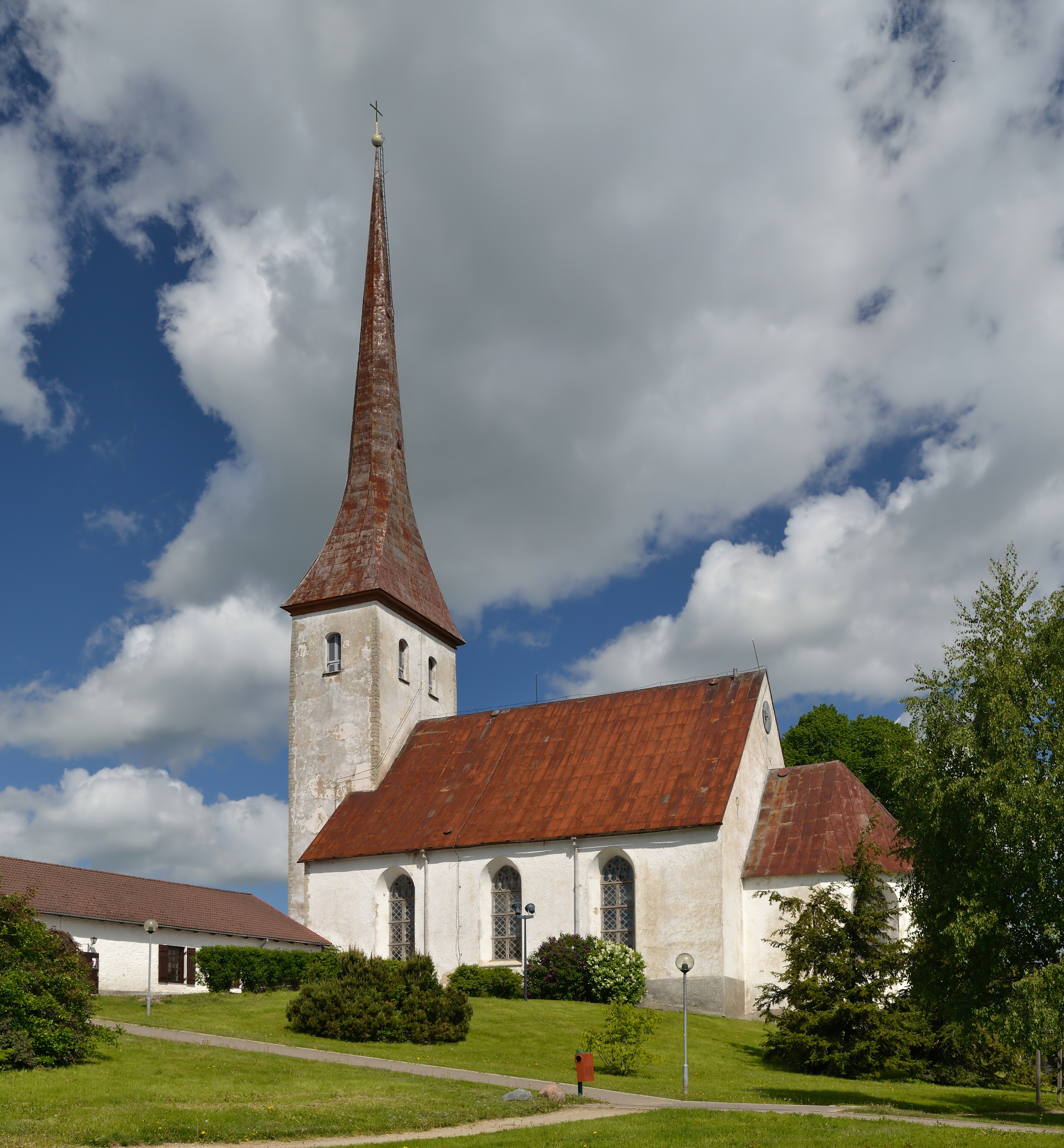
Iglesia de la Trinidad
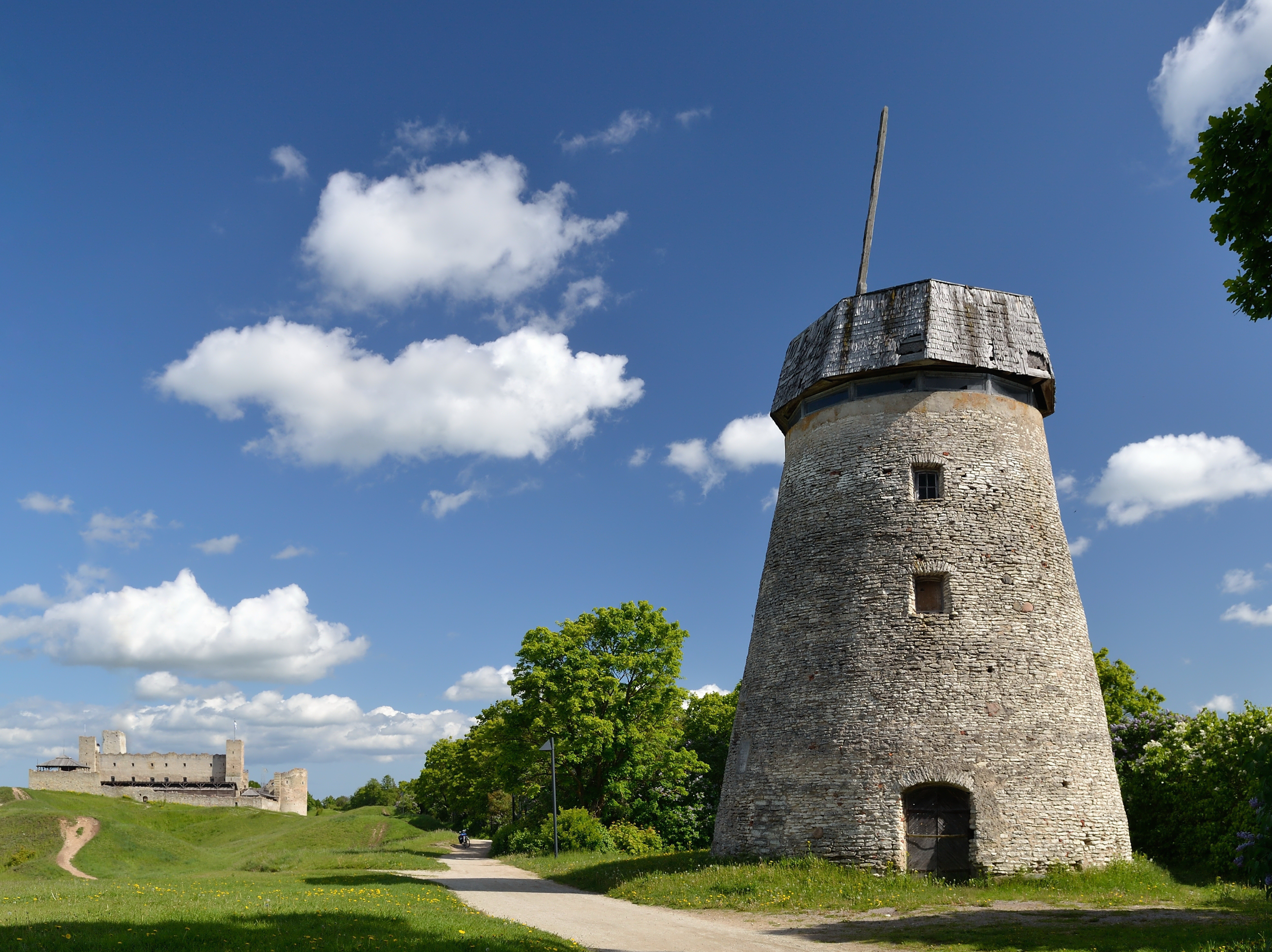
Molino de viento de Vallimäe